# Ambia fulvicolor
Ambia fulvicolor là một loài bướm đêm trong họ Crambidae.